# Guy Lapébie
Martial Guy Lapébie (ur. 28 listopada 1916 w Saint-Geours-de-Maremne, zm. 8 marca 2010 w Bagnères-de-Luchon) – francuski kolarz szosowy i torowy, trzykrotny medalista olimpijski.

## Kariera
Największe sukcesy w karierze Guy Lapébie osiągnął w 1936 roku, kiedy zdobył trzy medale podczas igrzysk olimpijskich w Berlinie. W indywidualnym wyścigu ze startu wspólnego zajął drugie miejsce, ulegając tylko swemu rodakowi Robertowi Charpentierowi, a bezpośrednio wyprzedzając Ernsta Nievergelta ze Szwajcarii. W wyścigu drużynowym Francuzi w składzie: Robert Charpentier, Guy Lapébie i Robert Dorgebray wywalczyli złoto, o nieco ponad 4 sekundy wyprzedzając ekipy Szwajcarii i Belgii. Lapébie wystartował również na torze w drużynowym wyścigu na dochodzenie wspólnie z Charpentierem, Rogerem Le Nizerhym i Jeanem Goujonem, zdobywając swój drugi złoty medal. W wyścigach szosowych był między innymi pierwszy w szwajcarskim Tour des 3 Lacs w 1946 roku, drugi w Tour de Luxembourg w 1948 roku oraz trzeci w klasyfikacji generalnej Tour de France w tym samym roku. Wielokrotnie stawał na podium zawodów cyklu Six Days, przy czym siedmiokrotnie zwyciężał. Nigdy nie zdobył medalu na szosowych ani torowych mistrzostwach świata.
Jego brat Roger, bratanek Christian oraz syn Serge również uprawiali kolarstwo.